# Laurids Bruun

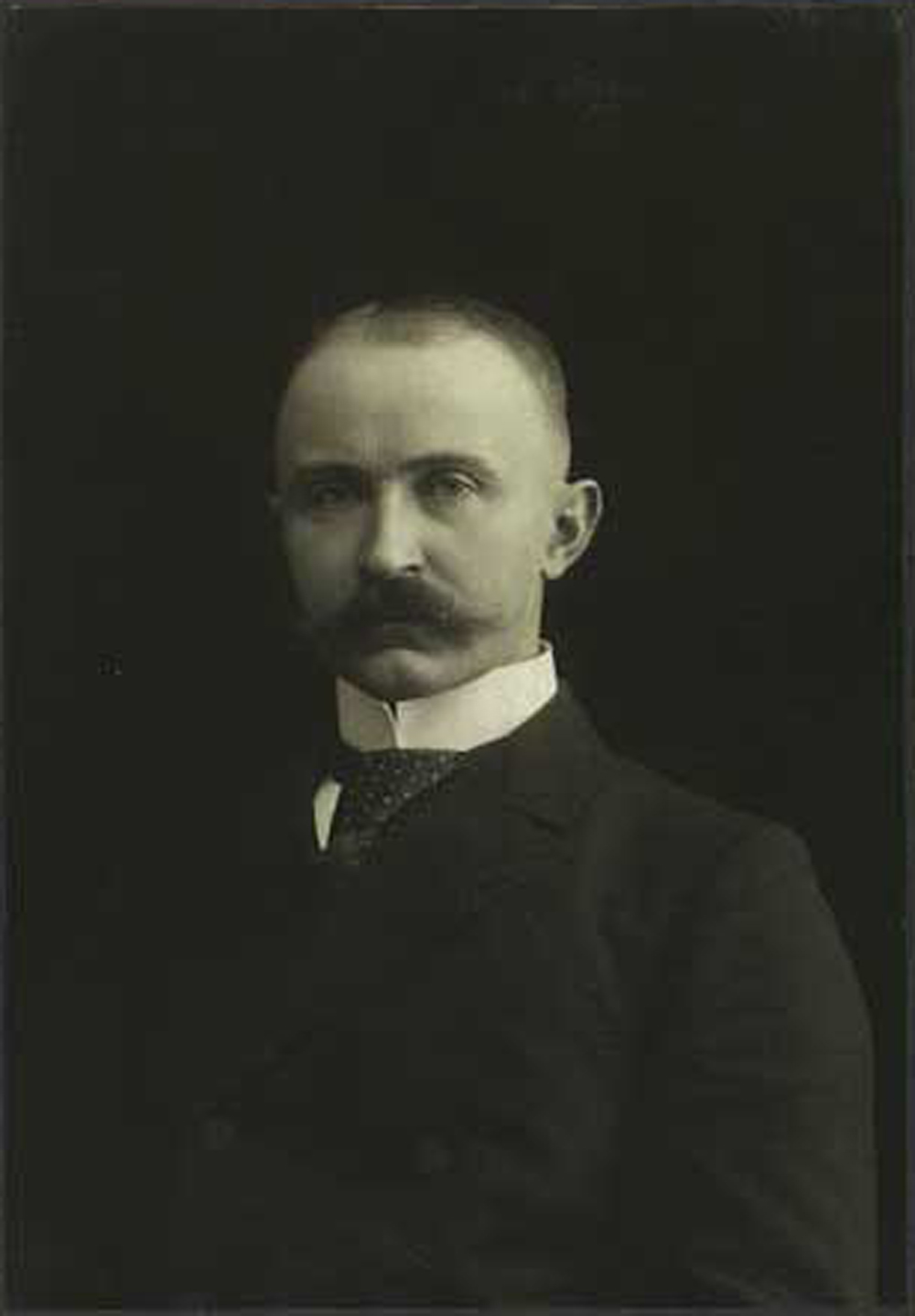
Laurids Bruun. Foto von Frederik Riise

Laurids Bruun (* 25. Juni 1864 in Odense; † 6. November 1935 in Kopenhagen) war ein dänischer Schriftsteller. Er schrieb auch unter dem Pseudonym Pieter Adrian van Zanten.
Laurids Bruun arbeitete als Einkäufer in Batavia (Jakarta) für das Handelshaus seines Onkels. Europäische Bekanntheit, auch in deutscher Übersetzung, erlangte er durch seine Robinsonaden, Liebes- und Südseegeschichten, die aus eigener Erfahrung resultieren. Er unternahm in den 1890er Jahren einige Studienreisen durch Europa, Kleinasien, Südostasien und in die Südsee.

## Werke
- 1890 Emma Johnsson
- 1902 Kronen (dt. Die Krone, 1904), Roman
- 1903 Alle Synderes Konge (dt. Der König aller Sünder, 1904)
- 1906 Pan (dt. Eine seltsame Nacht, 1928)
- 1907 Midnatssolen (dt. Die Mitternachtssonne, 1908)
- 1908 Van Zantens lykkelige Tyd (dt. Van Zantens glückliche Zeit, 1911)
- 1909 At Bygernes Sloegt (dt. Aus dem Geschlecht der Byge, 1918)
- 1911 Van Zanten's forjættede o. (dt. Van Zantens Insel der Verheißung, 1911)
- 1913 Den ukendte Gud (dt. Der unbekannte Gott, 1920)
- 1930 Hvem var van Zanten (dt. Van Zantens törichte Liebe, 1930)

## Auszeichnungen
- 1931 Literaturpreis Drachmannlegatet